# ناوتیپ بریتانیایی کاسپین
ناوتیپ بریتانیایی کاسپین بخشی از نیروی دریایی پادشاهی بریتانیا بود که در ۱۹۱۸ در دریای مازندران (کاسپین) تشکیل شد. تشکیل این نیروبخشی از مداخله‌های متفقین در جنگ داخلی روسیه بود.

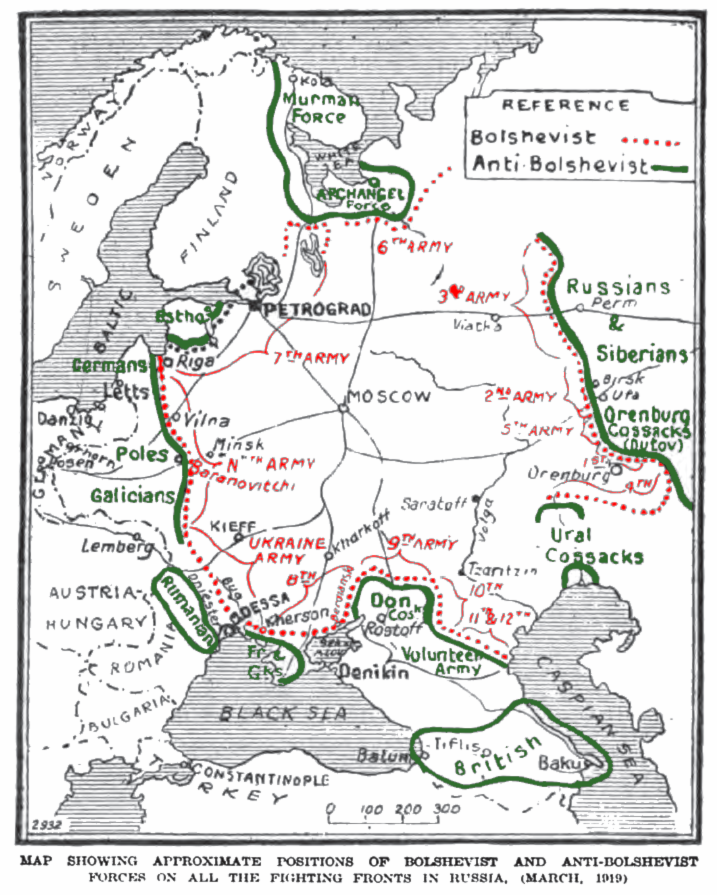
محل‌های تقریبی موضع‌گیری نیروهای بلشویک و ضدبلشویک در همهٔ جبهه‌های جنگی در روسیه (مارس ۱۹۱۹)

این نیرو تحت فرماندهی دریادار دیوید نوریس در سپتامبر ۱۹۱۸ تشکیل شد. نوریس از راه زمینی به همراه کاروانی از کامیون‌هایی که توپ‌های دریایی حمل می‌کردند، از بغداد به بندر انزلی حرکت کرد. نیروهای او در ژانویهٔ ۱۹۱۹ توسط ۱۲ قایق موتوری ساحلی که با قطار از باتومی در کرانهٔ دریای سیاه فرستاده شده بودند تقویت گردیدند. این نیرو از کشتی‌های بازرگانی روسی غیرمسلحی تشکیل شد که تسلیم می‌شدند. کشتی‌های بازرگانی در صورت مقاومت مورد حملهٔ اژدر قرار می‌گرفتند. سپس این کشتی‌های تسلیم‌شده با توپ‌های دریایی مسلح می‌شدند. افسران بریتانیایی به همراه خدمه‌ای که توسط تفنگداران دریایی پادشاهی بریتانیا پاسداری می‌شدند این کشتی‌ها را فرماندهی می‌کردند.
این ناوتیپ پایگاه‌هایی در انزلی و کراسنووُدسک داشت و راه‌های مواصلاتی میان واحدهای زمینی بریتانیا در باکو، پتروفسک (جزیرهٔ چچن) و الکساندروفسک را تسهیل می‌کرد.
این ناوتیپ شامل شناورهای زیر بود:
- اچ‌ام‌اس کروگِر (HMS Kruger)
- اچ‌ام‌اس اُرلیونُچ (HMS Orlionoch) که برای دوره‌ای گردان هوایی شمارهٔ ۲۶۶ نیروی هوایی پادشاهی بریتانیا را میزبانی می‌نمود.